# Christian Denayer

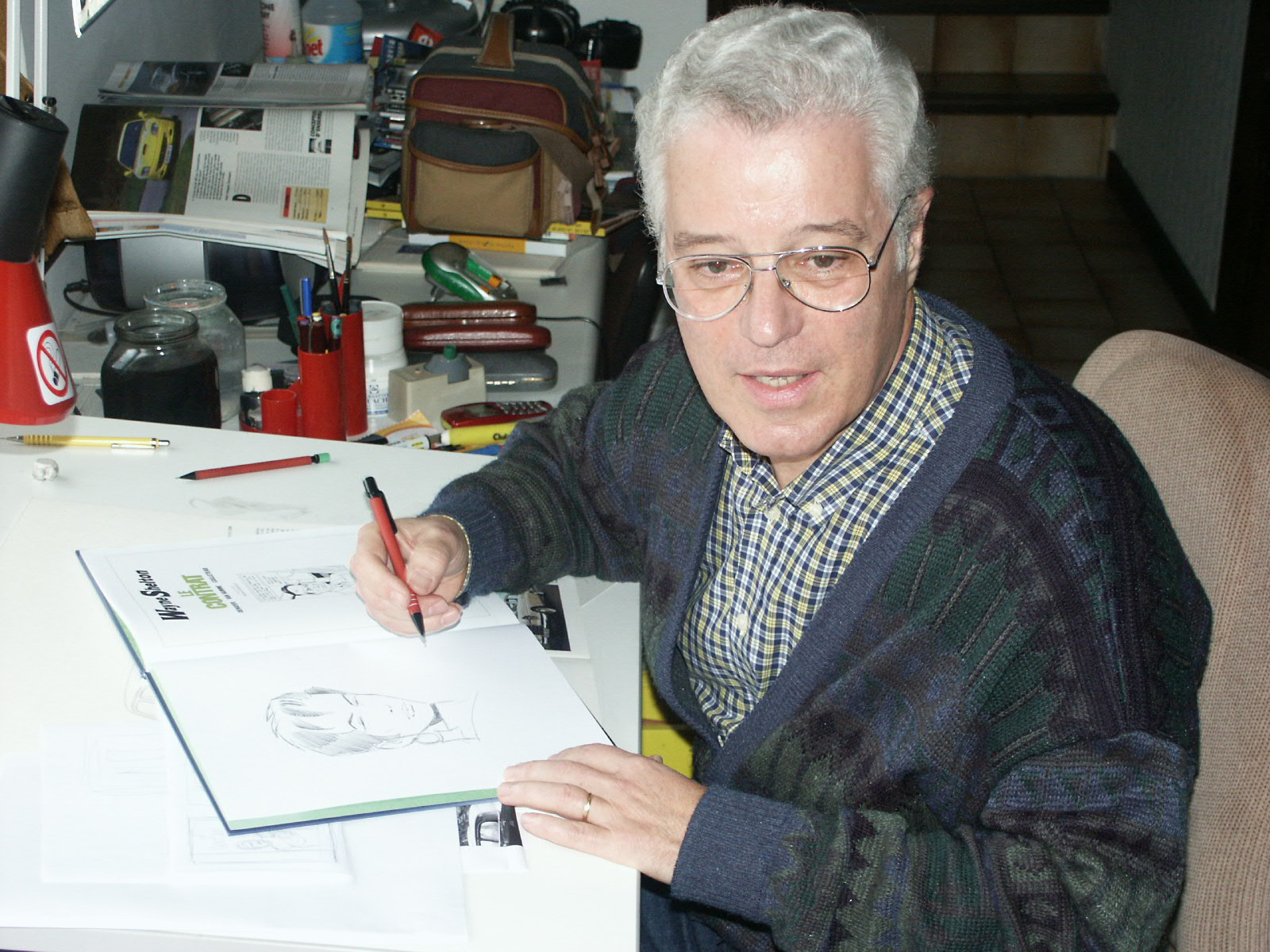
Christian Denayer, 2003

Christian Denayer (* 28. September 1945 in Ixelles) ist ein belgischer Comiczeichner.

## Werdegang
Nach der Ausbildung zum Lehrer wechselte Christian Denayer ins zeichnerische Fach über. Wegen seiner exakten Zeichnungen von Fahrzeugen aller Art wurde er von Paul Cuvelier, Jean Graton und Tibet als Hintergrundzeichner eingesetzt. Er zeichnete für Line, Michel Vaillant, Rick Master und Der Club der Furchtlosen.
Bereits 1966 begann er, eigene Projekte zu realisieren. Eine jahrelange Zusammenarbeit verband ihn mit André-Paul Duchâteau u. a. bei Die Draufgänger und Yalek. Die Serie Wayne Shelton, die äußerst erfolgreich anlief, entstand mit Jean Van Hamme.

## Werke (Auswahl)
- Yalek (1969–1978)
- Rolf Thomsen (1971–1985)
- Die Draufgänger (1975–1994)
- Gord (1987–2000)
- TNT (1989–1991)
- Génération collège (1994–1998)
- Wayne Shelton (2001–2024)